# Simulium banaticum
Simulium banaticum es una especie de insecto del género Simulium, familia Simuliidae, orden Diptera.
Fue descrita científicamente por Dinulescu, 1966.